# Richard Schröter (Politiker)
Richard Schröter (* 5. November 1892 in Berlin; † 19. Februar 1977 ebenda) war ein deutscher Pädagoge, Politiker (SPD) und Widerstandskämpfer.

## Leben

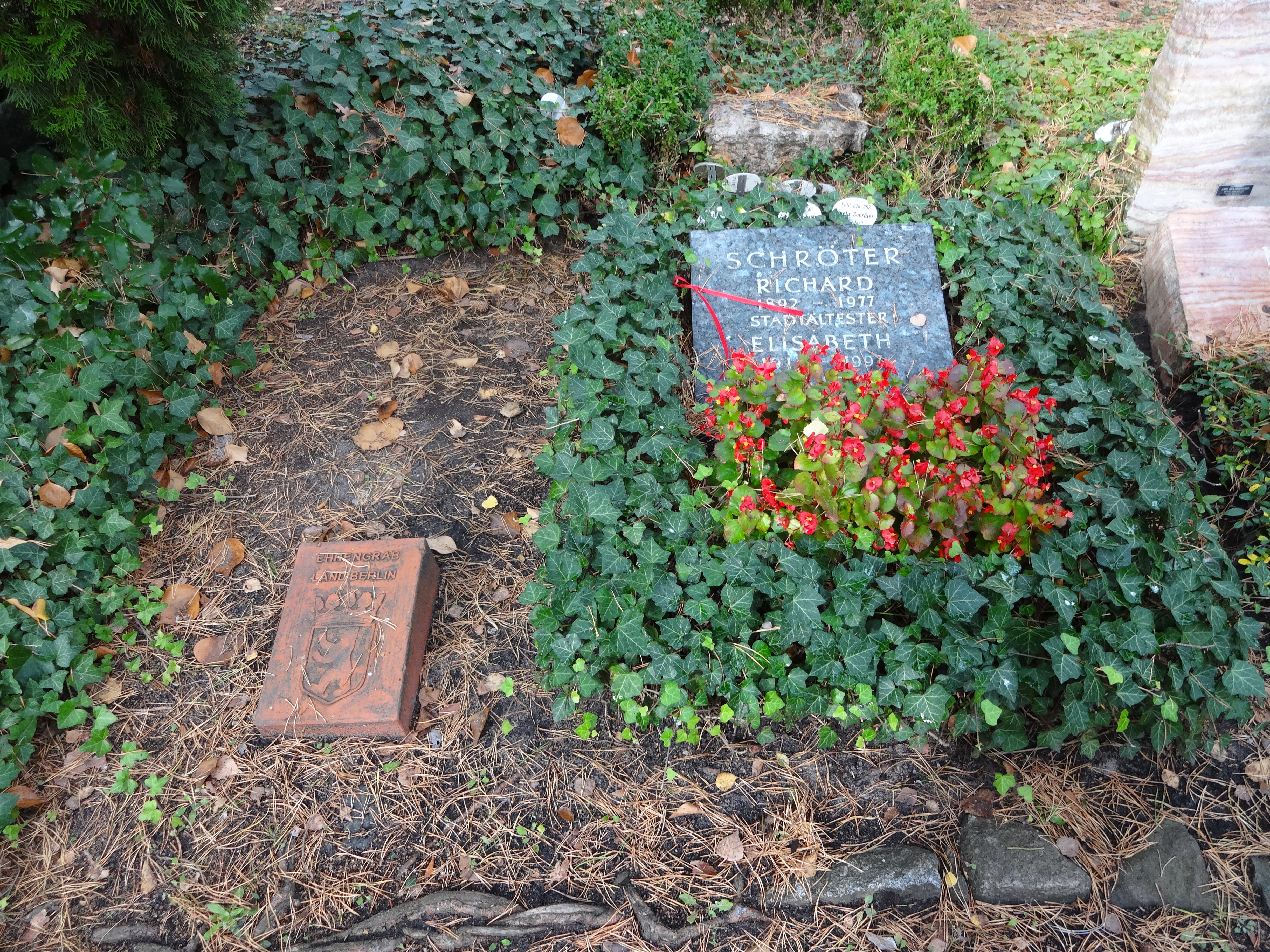
Grabstätte

Der Sohn eines Polizeibeamten besuchte nach der Volksschule die Präparandenanstalt und ein Lehrerseminar. Ab 1913 arbeitete Schröter als Lehrer und später auch als Rektor. Ab 1918 war er Mitglied der SPD. Schröter engagierte sich auch im Bund der Freien Schulgesellschaften. Dort lernte er Kurt Megelin kennen, mit dem er ab 1933 gemeinsam in der linkssozialistischen Widerstandsgruppe Roter Stoßtrupp tätig war. Nach der Machtübergabe wurde Schröter aus dem Schuldienst entlassen. Ab ca. 1934/1935 begann er mit dem Aufbau eines Brotvertriebs, dessen Geschäftsräume sich in der Fabrik von Erich Domke in der Prenzlauer Allee 36 befanden. Seine neue Tätigkeit nutzte Schröter nicht nur zu Erwerbszwecken, sondern auch zur Verbreitung illegaler Zeitungen und Flugblätter. Schröter war in Berliner Widerstandskreisen sehr gut vernetzt und hielt unter anderem Kontakt zu Wilhelm Leuschner.
Er übernahm nach dem Zweiten Weltkrieg den Vorsitz der West-Berliner Lehrergewerkschaft Verband der Lehrer und Erzieher (BVL). Nachdem die Unabhängige Gewerkschaftsopposition (UGO) sich am 23. Mai 1948 vom Freien Deutschen Gewerkschaftsbund, der gewerkschaftlichen Organisation der Sowjetischen Besatzungszone, abgespalten hatte, wurde er auch deren Vorsitzender. Zudem war Schröter als Hauptschulrat im Bezirk Charlottenburg in Berlin tätig.
Am 31. Januar 1952 wurde er vom Abgeordnetenhaus von Berlin in den Deutschen Bundestag gewählt, dem er als nicht stimmberechtigter Berliner Abgeordneter bis zum Ende der dritten Legislaturperiode angehörte. Zu seinem 75. Geburtstag am 5. November 1967 wurde er zum Stadtältesten von Berlin ernannt.
Richard Schröter starb am 19. Februar 1977 im Alter von 84 Jahren in West-Berlin. Er ist auf dem Waldfriedhof Zehlendorf bestattet. Sein Grab ist als Ehrengrab der Stadt Berlin gewidmet.